# Schickschuld
Die Schickschuld ist ein Rechtsbegriff aus dem Schuldrecht Deutschlands, wonach der Leistungsort (Erfüllungsort) beim Schuldner liegt, denn seine Leistungshandlung liegt im Absenden, und der Erfolgsort beim Gläubiger. Kommt die Leistung dort an, ist der Erfolg eingetreten. Erfüllt wird bereits am Leistungsort.

## Allgemeines
Sie ist abzugrenzen von der so genannten Holschuld, dem gesetzlichen Regelfall für Leistungen (vgl. § 269 Abs. 1 BGB), und der Bringschuld. Typisch für die Schickschuld ist, dass Leistungsort und Erfolgsort auseinanderfallen. Dabei bedient sich der Schuldner einer Transportperson (z. B. Post), um die Leistung zu bewirken.

## Geldschulden
Bisher galt nach ganz überwiegenden Auffassung in Literatur und Rechtsprechung, dass gemäß § 270 Abs. 1 und 4, § 269 BGB die Geldschuld eine qualifizierte Schickschuld ist, bei der der Schuldner lediglich die Verlustgefahr trägt. Beim Kaufvertrag hatte der Käufer lediglich die Gefahr der Geldübermittlung, nicht jedoch die Gefahr der Verzögerung (etwa bei einer Banküberweisung) zu tragen.
Die Richtlinie 2011/7/EU des Europäischen Parlaments und des EU-Rates vom 16. Februar 2011 zur Bekämpfung von Zahlungsverzug im Geschäftsverkehr und ein Urteil des Gerichtshofs der Europäischen Union (EuGH) vom April 2008 hatten in Deutschland für Rechtsunsicherheit gesorgt. Bis dahin galt, dass der Schuldner die Geldschuld auf seine Gefahr und seine Kosten dem Gläubiger an dessen Wohnsitz zu übermitteln hat (§ 270 Abs. 1 BGB), bei Gewerbebetrieben als Gläubiger ist der Geschäftssitz oder der Ort der Niederlassung der Zahlungsort (§ 270 Abs. 2 BGB).
Im Oktober 2016 entschied der Bundesgerichtshof (BGH) hierzu, dass der Schuldner zwar rechtzeitig alles getan haben muss, was seinerseits am Leistungsort erforderlich ist, um den Gläubiger zu befriedigen; der Leistungserfolg – die Gutschrift des Überweisungsbetrages auf dem Zahlungsempfängerkonto – gehört jedoch nicht mehr zur Leistungshandlung des Schuldners. Der BGH bestätigte in diesem Urteil, dass weder die EU-Richtlinie noch das Urteil des EuGH hieran für den Verbraucher als Schuldner etwas ändern. Im Geschäftsverkehr von Unternehmen untereinander (Business-to-Business) oder mit der öffentlichen Verwaltung (Business-to-Administration) gilt dagegen, dass die Zahlung des Schuldners als verspätet anzusehen ist, wenn der Gläubiger nicht rechtzeitig über den geschuldeten Betrag verfügen kann; der geschuldete Betrag muss auf dem Konto des Gläubigers fristgemäß gutgeschrieben worden sein. Verträge mit Verbrauchern unterfallen nicht dem Anwendungsbereich dieser EU-Richtlinie. Eine Ausdehnung auf Verbraucher ist nach ihrer Zielsetzung auch nicht erwünscht, denn der Erwägungsgrund 8 der EU-Richtlinie sieht vor, dass ihr Anwendungsbereich auf die als Entgelt für Handelsgeschäfte geleisteten Zahlungen beschränkt sein und keine Geschäfte mit Verbrauchern umfassen sollte. Auch das EuGH-Urteil bezieht sich ausschließlich auf Unternehmen.

## Bedeutung
Die Bedeutung der Schickschuld liegt ihrer Natur nach im Bereich der Kaufverträge, bei denen die Vertragsparteien nicht persönlich aufeinandertreffen (z. B. Fernabsatzverträge, Versandhandel), und ist in den letzten Jahrzehnten infolge der Entstehung von E-Commerce (Online-Shopping) stark angestiegen. Rechtlich relevant ist die Schickschuld insbesondere beim:
- Übergang der Leistungsgefahr (Gefahrenübergang): Mit der Übergabe an eine ordnungsgemäß ausgewählte Transportperson beschränkt sich die Leistungspflicht auf die übergebene Sache (so genannte Konkretisierung), § 243 Abs. 2 BGB. Selbst wenn also ursprünglich eine Gattungsschuld (§ 243 Abs. 1 BGB) vorlag, wird der Verkäufer bei Untergang der Sache nach Übergabe von seiner Leistungspflicht wegen Unmöglichkeit (§ 275 Abs. 1 BGB) frei. Der Käufer kann nicht die Leistung einer anderen Sache gleicher Art verlangen. Ausnahme hiervon sind jedoch nach § 270 Abs. 1 BGB Geldschulden als qualifizierte Schickschuld. Nach § 270 Abs. 1 BGB trägt der Schuldner die Leistungsgefahr bis zur Ankunft. Bei Nichtankunft des Geldes trotz Versand muss also der Geldschuldner noch einmal zahlen. Ob am Begriff der qualifizierten Schickschuld festzuhalten ist, ist seit Umsetzung der Zahlungsverzugsrichtlinie durch Beibehaltung des § 270 BGB nur noch für Verbraucher zweifelhaft; bei Unternehmen ist die Geldschuld eine Bringschuld. Eine Konkretisierung kann bei Geldschulden nur nach § 300 Abs. 2 BGB eintreten.
- Übergang der Preisgefahr: Nach dem gesetzlichen Regelfall geht mit der Übergabe der Kaufsache an die Transportperson auch die Preisgefahr über, § 447 Abs. 1 BGB. Geht die Sache unter, erhält der Käufer zwar nicht die Kaufsache, ist aber gleichwohl verpflichtet, den Kaufpreis zu zahlen. Von dieser Regelung wird zum Schutz des Verbrauchers eine Ausnahme gemacht, § 475 Abs. 2 BGB.

Besondere Probleme können sich daraus ergeben, dass bei der Schickschuld die Vornahme der Leistungshandlung durch den Gläubiger und der Übergang des Eigentums an der Sache auf den Käufer zeitlich auseinanderfallen können. Vor der Einführung der Regeln zum Verbrauchsgüterkauf in das BGB und des § 421 Abs. 1 Satz 2 HGB lag hier ein wichtiger Anwendungsbereich der Drittschadensliquidation. Des Weiteren ist umstritten, ob eine Schickschuld auch dann vorliegen kann, wenn der Schuldner anstelle eines Dritten eigene Gehilfen als Transportpersonen einsetzt.